# Hemistola fulvimargo
Hemistola simplex là một loài bướm đêm trong họ Geometridae.